# Amalia Lindegren
Amalia Lindegren, née le 22 mai 1814 à Stockholm et morte le 27 décembre 1891 dans cette même ville est une peintre suédoise.

## Biographie
Lindegren est née à Stockholm le 22 mai 1814. À l'âge de trois ans, elle devient orpheline, après la mort de sa mère, et est adoptée par la veuve de son père biologique déclaré, Benjamin Sandel. Son enfance n'est pas heureuse.
Ses dessins sont remarqués par Carl Gustaf Qvarnström (1810-1867) qui décide de l'accepter en tant qu'étudiante à l'Académie royale des arts de Suède en 1849 : elle devient alors, avec Agnes Börjesson, Jeanette Möller et Lea Fredrika Ahlborn, une des quatre femmes autorisées à suivre des études d'art à l'Académie royale, qui alors n'était pas officiellement ouverte aux étudiantes, même si elles pouvaient être acceptées par une dispense spéciale. En 1850, elle est la première femme à obtenir une bourse de l'Académie pour pouvoir étudier l'art à Paris, où elle reste jusqu'en 1856. Dans la capitale française, elle devient l'élève de Léon Cogniet et de Jean-Baptiste-Ange Tissier. Elle étudie également à l'Académie des beaux-arts de Düsseldorf et à Munich, et visite Rome entre 1854 et 1855. En 1856, elle retourne en Suède.
Lindegren est liée à l'école de peinture de Düsseldorf. Elle peint des portraits et des scènes de genre, et est inspirée par Adolph Tidemand, Hans Fredrik Gude et Per Nordenberg, et par le style contemporain allemand. Le tableau qu'elle renvoie en Suède pour témoigner de ses études à Paris est une scène montrant une consommation d'alcool, que l'académie considère comme un choix surprenant, notamment parce que Lindegren est une femme.
Spécialiste du portrait, elle est reconnue pour son talent d'observation, ses peintures de la région de Dalécarlie, et de petites filles tristes. Lillans sista bädd, une scène représentant le lit de mort d'une enfant, est exposée à Paris en 1867, à Philadelphie en 1876 et à Chicago en 1893.
Elle meurt à Stockholm le 27 décembre 1891.

### Reconnaissances
Amalia Lindegren devient en 1856 un membre de l'Académie royale des arts de Suède. Elle est aussi un membre honoraire de la British Female artists Society à Londres, et remporte la médaille Litteris et Artibus.

## Galerie

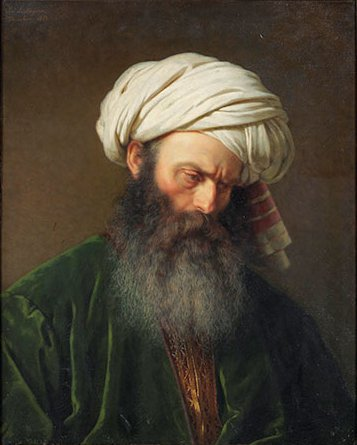
Étude d'un homme en vêtements turcs, 1854
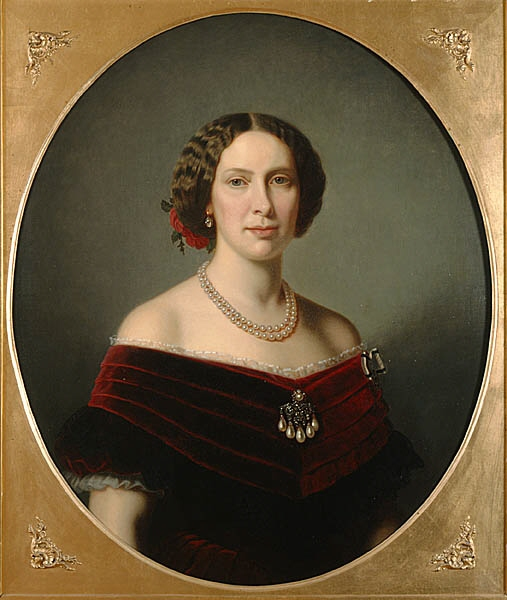
Lovisa (Vilhelmina Fredrika Alexandra Anna Lovisa), 1828–71, 1859
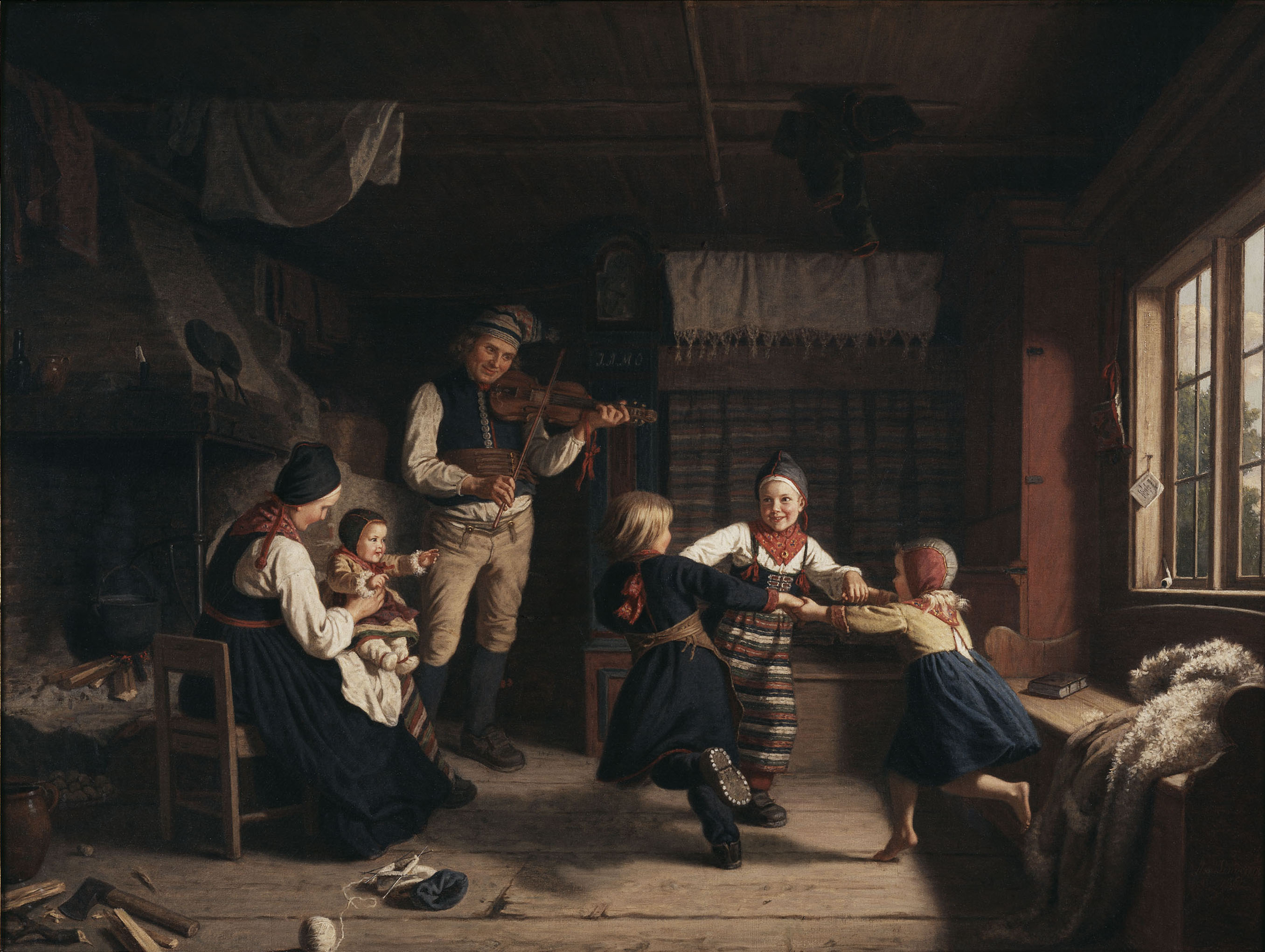
Söndagsafton i en dalastuga, 1860
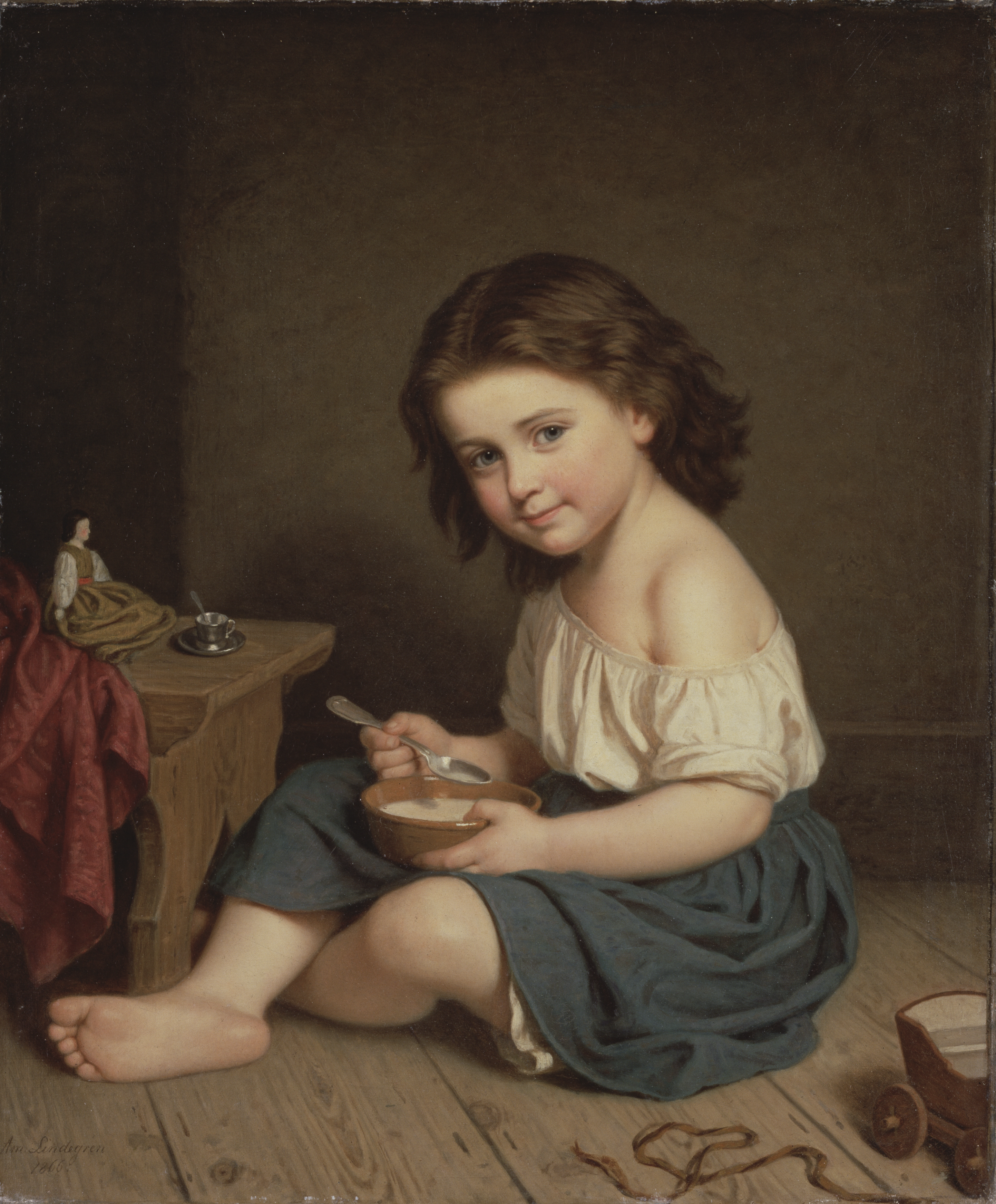
Frukosten, 1866
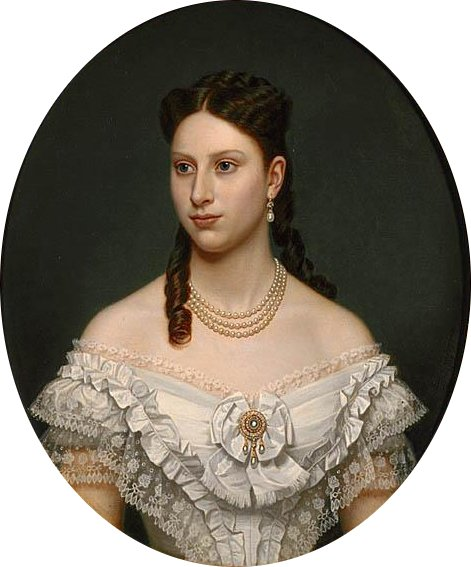
Lovisa de Suède, 1873
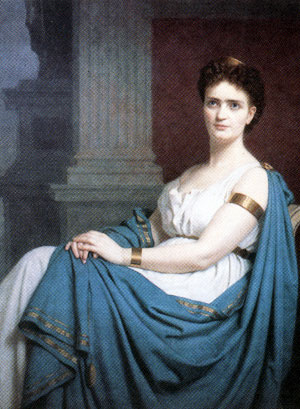
Signe Hebbe, circa 1890
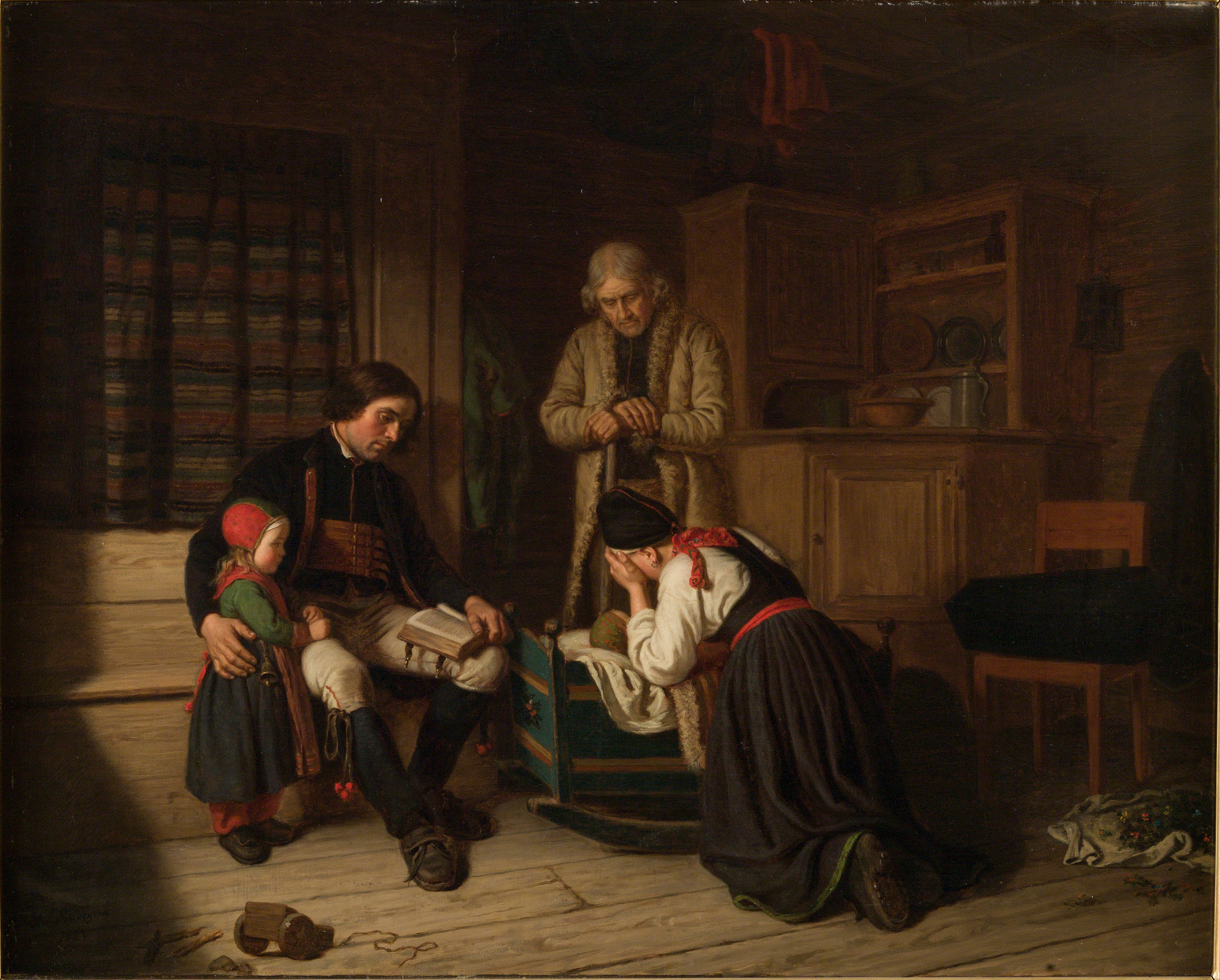
Lillans sista bädd
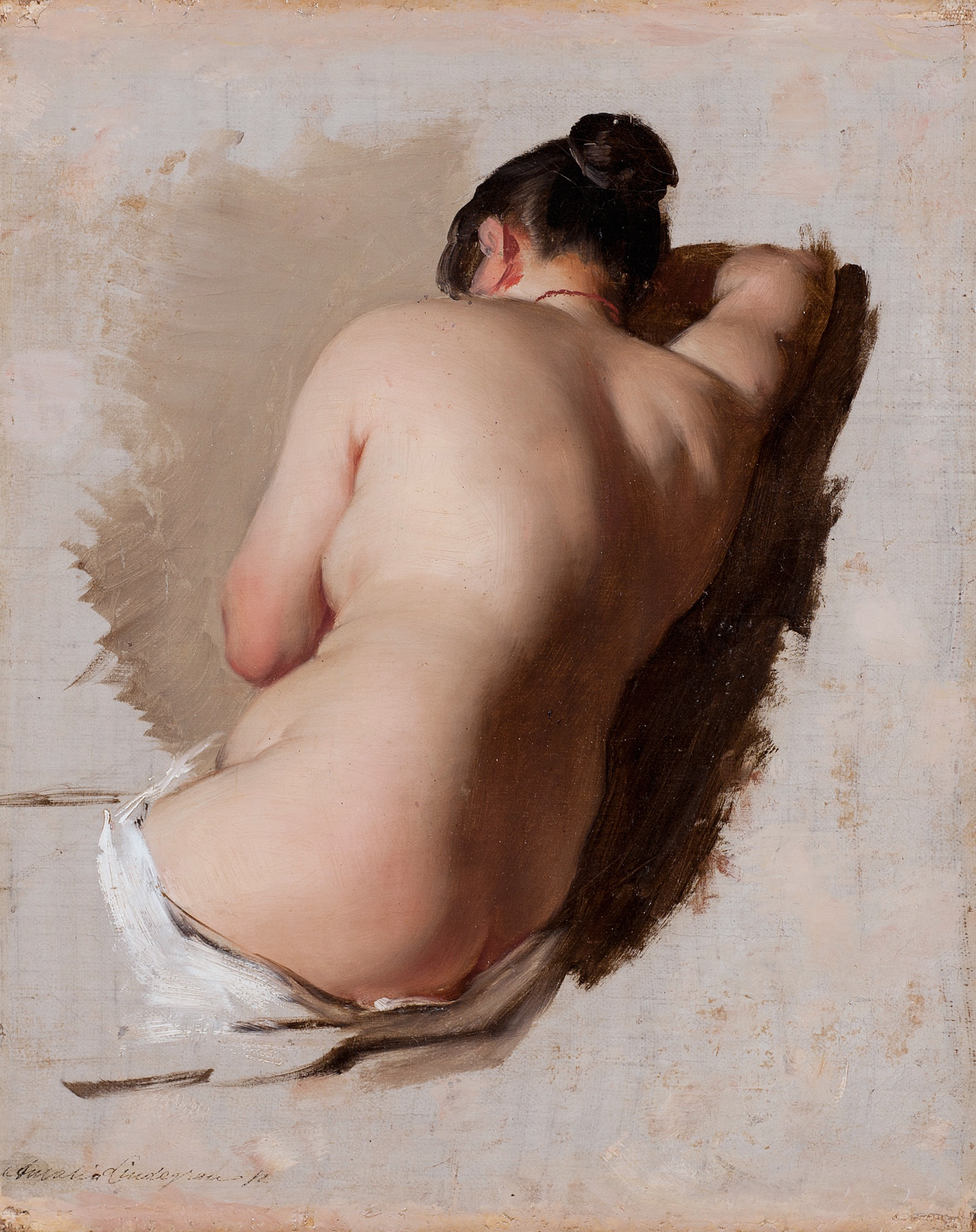
Étude d'un modèle féminin